# Ruslan Tkalenko
Ruslan Tkalenko –en ucraniano, Руслан Ткаленко– (Zhovtneve, 13 de noviembre de 1992) es un deportista ucraniano que compite en biatlón.
Ganó dos medallas de bronce en el Campeonato Europeo de Biatlón, en los años 2017 y 2020.

## Palmarés internacional
| Campeonato Europeo | Campeonato Europeo           | Campeonato Europeo | Campeonato Europeo      |
| Año                | Lugar                        | Medalla            | Prueba                  |
| ------------------ | ---------------------------- | ------------------ | ----------------------- |
| 2017               | Duszniki-Zdrój (Polonia)     | Medalla de bronce  | Relevo mixto            |
| 2020               | Minsk-Raubichi (Bielorrusia) | Medalla de bronce  | Relevo mixto individual |